# خوبوت (ناحیه ستراکونیتسه)
خوبوت (به چکی: Chobot) یک منطقهٔ مسکونی در جمهوری چک است که در ناحیه ستراکونیتسه واقع شده‌است. خوبوت ۲٫۳۲ کیلومتر مربع مساحت و ۵۸ نفر جمعیت دارد و ۴۵۳ متر بالاتر از سطح دریا واقع شده‌است.